# 18610 Arthurdent
A 18610 Arthurdent (ideiglenes jelöléssel 1998 CC2) a Naprendszer kisbolygóövében található aszteroida. A Starkenburg Obszervatóriumban fedezték fel 1998. február 7-én.
Nevét Douglas Adams Galaxis útikalauz stopposoknak című sci-fi sorozatának boldogtalan főszereplője, Arthur Dent után kapta.